# Реслерштаммиды

Реслерштаммиды (лат. Roeslerstammiidae) — семейство бабочек.

## Описание
Бабочки мелких размеров. Размах крыльев 11—17 мм. Голова с пучком торчащих чешуек на темени и затылке, лоб округлённый, в прилегающих чешуйках Хоботок развит. Губные щупики 3-члениковые, крупные, серповидно изогнутые вверх. Челюстные щупики рудиментарные, малозаметные. Усики достигают 5/6—9/10 длины переднего крыла, тонкие, голые; базальные членик утолщён.
Передние крылья широко-ланцетовидаые, оливковые или медно-фиолетовые, металлически блестящие. Рисунок не развит. В жилковании Sc упирается в костальный край крыла недалеко от середины, Задние крылья широко-ланцетовидные, светло-жёлтые с бурой каймой или тёмно-бурые. Бахрома значительно короче половины ширины крыла.

## Биология
Биология изучена лишь у палеарктического вида Roeslerstammia erxlebella. Гусеницы в младших возрастах минирует, а затем живёт на оплетённой шелковиной нижней стороне листа различных видов лип и берёз (как предполагаемые кормовые растения указаны также вереск, лещина, клен). Окукливание в шелковистом коконе под загнутым краем листа. Зимует куколка. Бабочки активны в светлое время суток, изредка ночью прилетают на свет.

## Ареал и виды
Распространение палеарктическо-ориентальное. В семействе 1 род — Roeslerstammia.